# 双尾病毒属
双尾病毒属（学名：Bicaudavirus）是双尾病毒科的一属。

## 下属物种
本属包括以下物种：
- Acidianus two-tailed virus